# Baranowo (przystanek kolejowy)
Baranowo – przystanek osobowy w Baranowie na linii kolejowej nr 223, w województwie warmińsko-mazurskim, w powiecie mrągowskim, w Polsce.